# PeopleGroup
 Denne artikel bør gennemlæses af en person med fagkendskab for at sikre den faglige korrekthed.

PeopleGroup er et dansk kommunikationshus, der består af 14 selskaber.
PeopleGroup blev grundlagt i 1999 og er 100% danskejet. Huset har rødder tilbage til 1973, hvor reklamebureauet Wibroe, Duckert og Partners blev grundlagt.
PeopleGroup beskæftigede i 175 medarbejdere i de forskellige selskaber. Huset var sammen med Berlingske Media medejer af den landsdækkende radiokanal Radio24Syv, som har til huse i samme bygning som PeopleGroup.
Ledelserne i de enkelte selskaber er som partnere medejere af de enkelte selskaber.

## Selskaber
- Wibroe, Duckert & Partners
- ArtPeople
- NetPeople
- WeLovePeople
- RelationsPeople
- DialoguePeople
- TradePeople
- EventPeople
- JuniorPeople
- CulturePeople
- InsidePeople
- Einstein Film
- MEGA
- Fridthjof Film

## Eksternt link
- PeopleGroups website